# Menhir de Kerguézennec
Le menhir de Kerguézennec est situé sur la commune de Bégard dans le département des Côtes-d'Armor.

## Protection
Le menhir fait l’objet d’un classement au titre des monuments historiques depuis 1889.

## Description
Le menhir a été érigé au sommet d'un coteau.  Il est en granite local, dit granite de Plouaret (granite à phénocristaux d'orthose), mais il a été érigé dans un terrain au substratum composé de schistes, ce qui impose un transport sur au moins 500 m entre le lieu d'extraction et celui d'érection. Il mesure 6,25 m de hauteur, 2,80 m de largeur 1,80 m d'épaisseur pour un périmètre de 7,20 m. Sa forme est cylindrique jusqu'à 5 m de hauteur puis elle s'arrondit.
Une fissure due à l'érosion le traverse en sa hauteur.

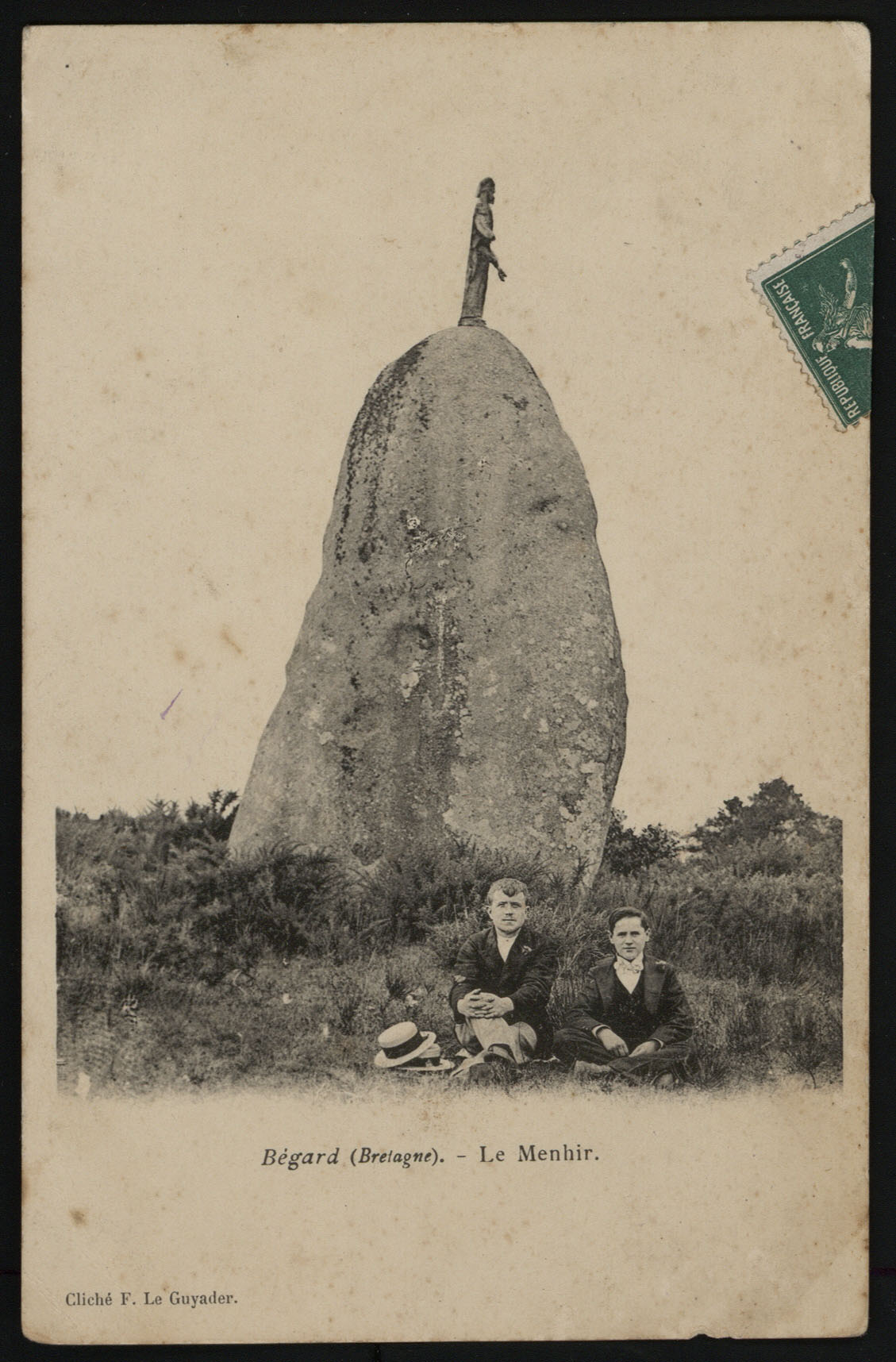
Menhir surmonté d'une statue (début XXe siècle)